# The Big Bang Theory/Staffel 6
Die sechste Staffel der US-amerikanischen Sitcom The Big Bang Theory feierte ihre Premiere am 27. September 2012 auf dem Sender CBS. Die deutschsprachige Erstausstrahlung sendete der deutsche Free-TV-Sender ProSieben vom 28. Januar bis zum 25. November 2013.

## Darsteller
| Rollenname                                   | Schauspieler   |
| -------------------------------------------- | -------------- |
| Dr. Leonard Leakey Hofstadter                | Johnny Galecki |
| Dr. Dr. Sheldon Lee Cooper                   | Jim Parsons    |
| Penny                                        | Kaley Cuoco    |
| Howard Joel Wolowitz, M.Eng.                 | Simon Helberg  |
| Dr. Rajesh „Raj“ Ramayan Koothrappali        | Kunal Nayyar   |
| Dr. Bernadette Maryann Rostenkowski-Wolowitz | Melissa Rauch  |
| Dr. Amy Farrah Fowler                        | Mayim Bialik   |
| Stuart Bloom                                 | Kevin Sussman  |

## Episoden
| Nr. (ges.) | Nr. (St.) | Deutscher Titel                | Originaltitel                             | Erstausstrahlung USA | Deutschsprachige Erstausstrahlung (D) | Regie           | Drehbuch                                                                                           | Quoten (USA) |
| --- | --------- | ------------------------------ | ----------------------------------------- | -------------------- | ------------------------------------- | --------------- | -------------------------------------------------------------------------------------------------- | ------------ |
| 112 | 1         | Die Date-Variable              | The Date Night Variable                   | 27. Sep. 2012        | 28. Jan. 2013                         | Mark Cendrowski | Steven Molaro, Jim Reynolds & Maria Ferrari Idee: Chuck Lorre, Eric Kaplan & Steve Holland         | 15,66 Mio.   |
| Sheldon und Amy sind bereits seit zwei Jahren zusammen. Amy verlangt, wie in der Beziehungsvereinbarung festgehalten, ein romantisches Dinner. Sheldon lädt dazu jedoch auch Rajesh ein. Amy, die gehofft hat, die Beziehung zu Sheldon endlich zu vertiefen, ist natürlich wenig begeistert, doch nach einer Weile räumt Rajesh freiwillig das Feld und geht zu Penny und Leonard, die einen Fernsehabend zu zweit geplant hatten. Da Leonard Penny zuvor mit Beziehungsgesprächen genervt hat, ist sie zunächst froh über Rajeshs Erscheinen und beide genießen bei reichlich Bier ein Football-Spiel, während Leonard schmollend daneben sitzt. Als Rajesh jedoch anfängt, den beiden Beziehungsratschläge zu geben und Penny auffordert, Leonard endlich zu sagen, dass sie ihn liebt, wird er rausgeworfen und er sucht daraufhin Stuart im Comicbuchladen auf. Sheldon sieht sich von seiner verärgerten Freundin in der Zwischenzeit unter Druck gesetzt, ihr die dem Anlass angemessene Romantik zukommen zu lassen, und schafft es tatsächlich, sie mit seiner Ansprache zu verblüffen. Er verdirbt den Moment jedoch gleich wieder, indem er erklärt, aus einem Film zitiert zu haben. Derweil ist Howard wohlbehalten auf der ISS angekommen, kann sich dort aber nicht auf seine Arbeit konzentrieren, weil ihn ständig seine Mutter und Bernadette wegen der geplanten Wohnsituation befragen. Während Bernadette will, dass er mit ihr zusammenzieht und dies endlich seiner Mutter sagt, möchte seine Mutter, dass er bei ihr bleibt. Howard will nicht die Gefühle der beiden verletzen und begibt sich selbst in eine Zwickmühle, indem er die Situation nicht klärt, sondern beide vorerst mit Lügen zufriedenstellt. |           |                                |                                           |                      |                                       |                 | |              |
| 113 | 2         | Händchen halten, bitte!        | The Decoupling Fluctuation                | 4. Okt. 2012         | 4. Feb. 2013                          | Mark Cendrowski | Steven Molaro, Eric Kaplan & Steve Holland Idee: Chuck Lorre, Jim Reynolds, Maria Ferrari          | 15,18 Mio.   |
| Penny sagt Amy und Bernadette, dass sie sich nicht sicher sei, ob sie Leonard wirklich liebe. Amy erzählt dies Sheldon, der wie immer ein großes Problem damit hat, das Geheimnis für sich zu behalten. Er versucht Leonard zunächst die Situation auf umständliche Weise mit einem Gespräch über die Transformers klarzumachen, jedoch denkt Leonard, er rede über sich und Amy. Später weckt Sheldon Leonard sogar mitten in der Nacht, um endlich das Geheimnis loszuwerden, entscheidet sich aber doch, nichts zu sagen und weckt stattdessen Penny auf, um sie zur Rede zu stellen. Er hasst Veränderungen und möchte daher, dass sie ungeachtet ihrer Gefühle mit Leonard zusammenbleibt, damit alles so bleibt, wie es ist. Penny ist über Sheldons Einmischung verärgert und macht ihm klar, dass es ihn nichts angehe. Dennoch wagt sie beim nächsten gemeinsamen Essen mit Leonard den Versuch, mit ihm über ihre Gefühle zu sprechen, bringt es aber nichts übers Herz, die Wahrheit zu sagen und das Ganze endet in einer gemeinsamen Nacht. Derweil versucht Stuart, von Sheldon kritisch beäugt, Howards Platz in der Gruppe einzunehmen, während dieser auf der Raumstation von den anderen Astronauten geärgert wird und sich bei Bernadette darüber beklagt. Ihr Rat, sich gegen die anderen zu wehren, geht aber leider nach hinten los. |           |                                |                                           |                      |                                       |                 | |              |
| 114 | 3         | Ein blondes Äffchen            | The Higgs Boson Observation               | 11. Okt. 2012        | 11. Feb. 2013                         | Mark Cendrowski | Chuck Lorre, Jim Reynolds & Maria Ferrari Idee: Steven Molaro, Dave Goetsch & Steve Holland        | 14,23 Mio.   |
| Nachdem das Higgs-Boson nachgewiesen und damit wohl ein Nobelpreis für den Entdecker in Aussicht ist, vermutet Sheldon, dass auch er bereits vor längerer Zeit eine des Nobelpreises würdige Arbeit verfasst hat. Er lässt sich alle Unterlagen aus seiner Kindheit von seiner Mutter schicken und engagiert eine junge Assistentin namens Alex Jensen, seine Arbeiten zu durchforsten. Amy ruft eines Tages in Sheldons Büro an, stellt fest, dass Alex eine Frau ist und bekommt Angst, diese könne sich an Sheldon ranmachen. Sie und Penny gehen in die Uni, um Sheldon nachzuspionieren. Zu Amys Erleichterung sehen die beiden die Gruppe in der Mensa, wobei Alex mit Leonard flirtet. Davon ist Penny nicht sehr erfreut, und als Alex mit Sheldon abends zu Leonard und Penny in die WG kommt, schnappt sich Penny Leonard vor Alex’ Augen und verschwindet mit ihm in ihre Wohnung. In der Zwischenzeit beklagt sich Howard, der beginnt an Klaustrophobie und Paranoia zu leiden, dass sich seine Rückreise von der ISS wohl um sieben bis zehn Tage verzögert. Die anderen Astronauten verpassen ihm schließlich eine Spritze, welche etwas über das Ziel hinausschießt. |           |                                |                                           |                      |                                       |                 | |              |
| 115 | 4         | Armer Astronaut                | The Re-Entry Minimization                 | 18. Okt. 2012        | 18. Feb. 2013                         | Mark Cendrowski | Chuck Lorre, Steven Molaro & Eric Kaplan Idee: Bill Prady, Jim Reynolds & Anthony Del Broccolo     | 15,73 Mio.   |
| Howard kommt zurück aus dem All, aber niemand scheint Zeit für ihn zu haben oder sich für ihn zu interessieren. So erwarten ihn bei seiner Rückkehr nicht wie erhofft alle seine Freunde, sondern nur Bernadette, die die anderen überredet hat, dass der erste Abend ihnen beiden gehören soll. Jedoch wird nichts aus der gemeinsamen Nacht, da Bernadette sich die Grippe eingefangen hat. Howard sucht daraufhin zunächst seine Mutter auf, die aber unerwarteten Männerbesuch hat, und anschließend Rajesh, wo er feststellen muss, dass dieser nun in Stuart einen neuen besten Freund gefunden zu haben scheint und ihn sogar hat bei sich einziehen lassen. Traurig und enttäuscht setzt Howard sich alleine in ein Café, wo ihm endlich ein kleines bisschen Aufmerksamkeit zuteilwird, nachdem die Bedienung ihn als Astronauten erkennt. Nachdem Penny und Amy wegen Sheldons zu komplizierter Herangehensweise beim Pictionary haushoch gegen Leonard und Sheldon gewinnen, verlangen die beiden eine Revanche. Daraus entwickelt sich in der Folge ein Wettkampf zwischen den beiden Teams in immer skurriler werdenden Spieldisziplinen, aus denen stets Penny und Amy als Sieger hervorgehen. |           |                                |                                           |                      |                                       |                 | |              |
| 116 | 5         | Holographisch erregt           | The Holographic Excitation                | 25. Okt. 2012        | 25. Feb. 2013                         | Mark Cendrowski | Steven Molaro, Steve Holland & Maria Ferrari Idee: Chuck Lorre, Eric Kaplan & Jeremy Howe          | 15,82 Mio.   |
| Die jährliche Halloween-Party im Comicbuchladen steht an. Rajesh hilft Stuart bei der Vorbereitung, nervt die anderen aber eher mit seinen Ideen zum Essen und der Dekoration. Auch Howard macht sich unbeliebt, denn er nutzt jede Gelegenheit, um über seine Reise ins Weltall zu reden, selbst abends, als er mit seiner Frau im Bett liegt. Als Bernadette ihn schließlich darauf anspricht, reagiert er verärgert und will nicht einsehen, dass er über das größte Ereignis seines Lebens nicht mehr ständig reden darf. Nur widerwillig begleitet er Bernadette zur Halloween-Party, wo es zum Streit kommt. Erst ein peinliches Video über den ehemaligen Astronauten Buzz Aldrin macht ihm endgültig klar, dass Bernadette Recht hat. Amy und Sheldon können sich derweil nicht auf Kostüme im Partnerlook für die Halloween-Party einigen und greifen schließlich zu einem Kompromiss. Pennys und Leonards Liebesleben schließlich erlebt einen ungeahnten Aufschwung, als Penny ihren Freund zum ersten Mal überhaupt in seinem Labor besucht und er sie dort mit technischen Spielereien und seinem Wissen über das Universum beeindruckt. Weil dies bei Penny spontan ein starkes Verlangen nach Leonard hervorruft, treffen beide sich in der Folge wiederholt zu „Privatstunden“ im Labor. |           |                                |                                           |                      |                                       |                 | |              |
| 117 | 6         | Akt und Extrakt                | The Extract Obliteration                  | 1. Nov. 2012         | 25. Feb. 2013                         | Mark Cendrowski | Steven Molaro, Jim Reynolds & Eric Kaplan Idee: Chuck Lorre, Bill Prady & Steve Holland            | 15,90 Mio.   |
| Sheldon spielt das Online-Wortspiel „Words with Friends“ mit Stephen Hawking, der sich nach Sheldons deutlichem Sieg jedoch nicht mehr meldet. Howard erklärt Sheldon, dass Hawking ein überaus schlechter Verlierer ist, was Sheldon sehr beunruhigt. Als Hawking nach einiger Zeit doch wieder mitspielt, ist Sheldon überglücklich und lässt ihn entgegen seiner Überzeugung absichtlich gewinnen, um es sich nicht mit seinem neuen „Freund“ zu verscherzen. Dies führt jedoch dazu, dass Hawking ihn anruft und am Telefon als Verlierer verspottet. Penny erzählt derweil Leonard, dass sie zur Abendschule geht und bald ihre erste Hausarbeit abgeben muss. Sie möchte nicht, dass er ihr hilft, jedoch überwiegt Leonards Sorge über die Qualität ihrer ersten Hausarbeit und er liest sie heimlich, wobei sich seine Sorge bestätigt. Er beschließt, trotz Pennys ausdrücklichem Wunsch, ihre Arbeit komplett umzuschreiben, worüber die beiden in Streit geraten. Um es ihm heimzuzahlen, hält sie ihm einige Tage später „ihre“ korrigierte Arbeit mit einer guten Note unter die Nase, verschweigt aber, dass sie sich in Wirklichkeit von Amy und Bernadette hat helfen lassen. |           |                                |                                           |                      |                                       |                 | |              |
| 118 | 7         | Spaß mit Flaggen (2)           | The Habitation Configuration              | 8. Nov. 2012         | 4. März 2013                          | Mark Cendrowski | Steven Molaro, Steve Holland & Maria Ferrari Idee: Chuck Lorre, Eric Kaplan & Jim Reynolds         | 16,68 Mio.   |
| Bei den Dreharbeiten zu einer neuen Folge von Sheldons Webcast „Spaß mit Flaggen“ kommt es zum Streit zwischen dem Gaststar Wil Wheaton und Amy, die ständig etwas an dessen schauspielerischer Leistung auszusetzen hat. Als Wil Wheaton schließlich Amy beleidigt und Sheldon für ihn Partei ergreift, ist sie sauer auf ihren Freund. Nachdem Sheldon die Lage begriffen hat und sein Versöhnungsgeschenk nicht den erhofften Effekt zeigt, fragt er Penny um Rat, die ihm einen besonderen „Tee“ (einen alkoholischen Long Island Iced Tea) serviert, obwohl er eigentlich keinen Alkohol trinkt. Im betrunkenen Zustand macht Sheldon sich nun doch auf, Wil Wheaton zur Rede zu stellen und Amys Ehre in einem Kampf zu verteidigen. Dieser entschuldigt sich, kurz danach übergibt sich Sheldon aber in dessen Vorgarten. Schließlich entscheidet sich Sheldon, LeVar Burton bei den Dreharbeiten einzusetzen, aber auch mit ihm versteht sich Amy nicht sehr gut. Howard versucht unterdessen seinen Auszug aus der mütterlichen Wohnung aufzuschieben, merkt aber bald, dass er Bernadette nicht weiter enttäuschen kann und beschließt, endlich bei seiner Mutter auszuziehen. Als er aber Bernadette eine rührende Geschichte über sich und seine Mutter erzählt, beschließt Bernadette, Howards Entscheidung wieder rückgängig zu machen. |           |                                |                                           |                      |                                       |                 | |              |
| 119 | 8         | Das Rätsel der 43              | The 43 Peculiarity                        | 15. Nov. 2012        | 11. März 2013                         | Mark Cendrowski | Steven Molaro, Jim Reynolds & Steve Holland Idee: Chuck Lorre, Dave Goetsch & Anthony Del Broccolo | 17,63 Mio.   |
| Howard bemerkt, dass Sheldon sich jeden Tag von 14:45 bis 15:05 von der Gruppe trennt, und nicht einmal seine Assistentin Alex weiß, was er in dieser Zeit tut. In der Folge wollen Rajesh und er unbedingt hinter das Geheimnis kommen und folgen Sheldon heimlich zu einem kleinen Raum im Keller der Universität. In der folgenden Nacht brechen beide dort ein, finden aber nur einen unscheinbaren Raum mit einer Tafel vor, auf der die Zahl 43 geschrieben steht. In der Folge zerbrechen sie sich ergebnislos den Kopf darüber, was es mit der Zahl auf sich haben könnte. Schließlich installiert Howard eine Kamera, um Sheldon dort beobachten zu können. Dieser entdeckt die Kamera jedoch und spielt den beiden einen üblen Streich, so dass am Ende nur dem Zuschauer das eher banale Geheimnis des Raumes offenbart wird. Leonard ist derweil eifersüchtig auf Pennys neuen Mitschüler, da er gut aussieht und einen britischen Akzent hat. Auch die Gespräche darüber mit Sheldon (dessen Ausführungen zu dem Thema Leonard eher noch mehr beunruhigen) und Alex (die mit Leonard flirtet, ohne dass dieser es bemerkt) können nicht verhindern, dass er sich zu einer peinlichen Aktion gegenüber dem vermeintlichen Nebenbuhler hinreißen lässt. So kommt es zwischen ihm und Penny zum Streit, in deren Verlauf sie ihm das erste Mal überhaupt sagt, dass sie ihn liebt. |           |                                |                                           |                      |                                       |                 | |              |
| 120 | 9         | Die Parkplatz-Eskalation       | The Parking Spot Escalation               | 29. Nov. 2012        | 18. März 2013                         | Peter Chakos    | Steven Molaro, Steve Holland & Mike Ferrari Idee: Chuck Lorre, Eric Kaplan & Adam Faberman         | 17,25 Mio.   |
| Howard kauft sich ein neues Auto und bekommt Sheldons Parkplatz an der Universität zugeteilt. Sheldon will seinen Parkplatz zurück, obwohl er ihn gar nicht braucht, da er weder ein Auto hat noch fahren kann. Daher sieht es Howard auch nicht ein, der Bitte von Sheldon nachzukommen und seinen neuen Parkplatz wieder aufzugeben. Es entbrennt ein Kleinkrieg zwischen den beiden, die jeweils stur auf ihren Standpunkten beharren und ihren Willen mit allen Mitteln durchsetzen wollen. Auch Amy und Bernadette geraten darüber in Streit und Bernadette lässt schließlich sogar Amys Auto, mit dem Sheldon den Parkplatz blockieren wollte, abschleppen. Nachdem der Streit zunächst immer weiter eskaliert, u. a. mit schmerzhaften Folgen für Penny, bringt Rajesh Howard dazu, um des Friedens Willen nachzugeben und auf den Parkplatz zu verzichten. Sheldon kann diesen Ausgang jedoch nicht akzeptieren und überlässt Howard bis auf weiteres seinen Parkplatz, um sich selbst als der Klügere, der nachgegeben hat, darstellen zu können. |           |                                |                                           |                      |                                       |                 | |              |
| 121 | 10        | Strafe muss sein               | The Fish Guts Displacement                | 6. Dez. 2012         | 25. März 2013                         | Mark Cendrowski | Steven Molaro, Eric Kaplan & Jim Reynolds Idee: Chuck Lorre, Bill Prady & Tara Hernandez           | 16,94 Mio.   |
| Howard ist zu einem Abendessen mit Bernadette und ihren Eltern eingeladen. Die Stimmung ist frostig, da Howard sich in der Gegenwart ihrer Eltern sehr unwohl fühlt und insbesondere mit ihrem Vater nicht gut auskommt, was auch auf Gegenseitigkeit beruht. Um das Verhältnis zwischen ihrem Vater und ihrem Ehemann zu verbessern, arrangiert Bernadette einen gemeinsamen Angelausflug der beiden. Um sich nicht zu blamieren und da die anderen Jungs auch alle keine Ahnung vom Fischen und ähnlichen „männlichen Tätigkeiten“ haben, lässt Howard sich einige Grundlagen von Penny beibringen, kann seinen Ekel davor aber nicht überwinden. Er erklärt deshalb seinem Schwiegervater in letzter Sekunde, dass er nicht auf den Ausflug gehen möchte. Es stellt sich heraus, dass Bernadettes Vater auch nur auf Drängen seiner Frau zugesagt hat, und die beiden fahren heimlich übers Wochenende in ein Kasino. Währenddessen ist Amy krank und nutzt das aus, um von Sheldon gepflegt zu werden und ihre Beziehung auf eine körperlichere Ebene zu heben. Jedoch kommt Sheldon nach einiger Zeit dahinter, dass Amy längst wieder gesund ist und nur vorgibt, seiner Pflege zu bedürfen. Er beschließt Amy zu bestrafen, wählt jedoch eine „Strafe“ aus, die diese sichtlich genießt. |           |                                |                                           |                      |                                       |                 | |              |
| 122 | 11        | Mädelsabend mit Kerl           | The Santa Simulation                      | 13. Dez. 2012        | 8. Apr. 2013                          | Mark Cendrowski | Steven Molaro, Jim Reynolds & Maria Ferrari Idee: Chuck Lorre, Eric Kaplan & Steve Holland         | 16,77 Mio.   |
| Die Jungs planen einen Dungeons-and-Dragons-Abend, zu dem ihre Freundinnen ausdrücklich nicht eingeladen sind. Diese machen stattdessen einen Mädelsabend, zu dem auch Rajesh begeistert mitkommt, nachdem sein Rollenspielcharakter gleich zu Beginn des Spiels gestorben ist. So verbringt er die Zeit mit Amy, Penny und Bernadette in einer Bar, wo die drei versuchen, ihn mit einer Frau zu verkuppeln. Dies erweist sich jedoch wegen Rajeshs Ansprüchen als schwierig, und als er auch noch Amy mit der Bemerkung, bereits in Penny und Bernadette, aber nicht in sie verknallt gewesen zu sein, vor den Kopf stößt, scheint der Abend gänzlich ruiniert. Jedoch entdecken beide einige Gemeinsamkeiten und versöhnen sich wieder, nachdem Rajesh beginnt, Zuneigung für Amy zu empfinden. Leonard, Sheldon, Howard und Stuart versuchen derweil weiter, in ihrem Rollenspiel den Weihnachtsmann zu befreien. Sheldon kann dabei zunächst wenig mit der von Leonard ersonnenen Story anfangen, da er nichts von Weihnachten hält. Bald jedoch bringt das Spiel Kindheitserinnerungen in ihm hervor und nimmt ihn immer mehr gefangen, bis sich schließlich der Grund für seine Ablehnung herausstellt: Er hat als Fünfjähriger vergeblich in einem Kaufhaus den „Weihnachtsmann“ darum gebeten, ihm seinen verstorbenen Opa wieder zurückzubringen. |           |                                |                                           |                      |                                       |                 | |              |
| 123 | 12        | Das Eiersalat-Äquivalent       | The Egg Salad Equivalency                 | 3. Jan. 2013         | 15. Apr. 2013                         | Mark Cendrowski | Steven Molaro, Bill Prady & Steve Holland Idee: Chuck Lorre, Eric Kaplan & Jim Reynolds            | 19,25 Mio.   |
| Sheldons Assistentin Alex flirtet mit Leonard, was dieser für alle sichtbar genießt. Penny wird deswegen eifersüchtig, da sie fürchtet, dass die viel gebildetere Alex eine ernsthafte Konkurrenz für sie darstellt. Zusammen mit Bernadette und Amy überredet sie Sheldon, der bei den Dreien in der Angelegenheit Rat gesucht hat, Alex zu ermahnen. Dieser geht dabei äußerst undiplomatisch vor und vertritt einen biologistischen Standpunkt, der dazu führt, dass Alex sich bei der Personalabteilung wegen sexueller Belästigung beschwert. Sheldon wird dort einbestellt und macht mit seinen ungeschickten Äußerungen gegenüber der Personalleiterin alles noch schlimmer. Er versucht sein Vergehen zu relativieren, indem er über Leonard, Rajesh und Howard und deren Verfehlungen lästert, weshalb am Ende alle vier im Personalbüro über korrektes Verhalten am Arbeitsplatz aufgeklärt werden und Sheldon zudem zu einem Online-Seminar über sexuelle Belästigung am Arbeitsplatz verdonnert wird. Er entschuldigt sich schließlich bei Alex, wälzt aber die Teilnahme am Seminar auf sie ab, da er seine Zeit dafür als zu kostbar erachtet. |           |                                |                                           |                      |                                       |                 | |              |
| 124 | 13        | Man lernt nie aus              | The Bakersfield Expedition                | 10. Jan. 2013        | 26. Aug. 2013                         | Mark Cendrowski | Steven Molaro, Eric Kaplan & Maria Ferrari Idee: Chuck Lorre, Jim Reynolds & Steve Holland         | 20,00 Mio.   |
| Sheldon, Leonard, Howard und Rajesh brechen zur Comic-Con in Bakersfield auf. Um endlich verstehen zu können, was die Jungs daran so begeistert, schlägt Bernadette Amy und Penny vor, dass sie selbst einige Comics lesen sollten. So besorgen sie sich unter den erstaunten Blicken des Stammpublikums einige Comics in Stuarts Comicbuchladen und geraten darüber bald in eine hitzige Debatte. Unterwegs kommen die vier Jungs unterdessen an einem Ort vorbei, wo Außenaufnahmen für verschiedene Star-Trek-Episoden gemacht wurden und beschließen, dort ein spontanes Fotoshooting in ihren Kostümen zu machen. Jedoch wird dabei ihr Auto samt Handys gestohlen. Als Anhalter will sie niemand mitnehmen und sie müssen sich zu Fuß auf den Weg durch die Wüste machen. Schließlich erreichen sie ein Café, von dem aus Howard seine Mutter verständigen und ein Mietauto organisieren kann. Da jedoch bis auf Rajesh allen die Lust an der Comic-Con vergangen ist, kehren sie nach Hause zurück. Bei ihrer Rückkehr werden sie Ohrenzeugen, wie Amy, Bernadette und Penny noch immer leidenschaftlich über Thors Hammer diskutieren und beschließen die Sache im Stile einer Star-Trek-Außenmission zu untersuchen. |           |                                |                                           |                      |                                       |                 | |              |
| 125 | 14        | Willkommen in der Donnerkuppel | The Cooper/Kripke Inversion               | 31. Jan. 2013        | 26. Aug. 2013                         | Mark Cendrowski | Steven Molaro, Jim Reynolds & Steve Holland Idee: Chuck Lorre, Eric Kaplan & Anthony Del Broccolo  | 17,76 Mio.   |
| Sheldon und Kripke werden vom Institut gezwungen, zusammen an einem Forschungsprojekt zu arbeiten und müssen daher ihre bisherigen Ergebnisse teilen. Sheldon geht natürlich davon aus, dass Kripkes Arbeit seiner unwürdig ist, muss sich dann aber eingestehen, dass Kripke die bislang weitaus besseren Ergebnisse erzielt hat. Um sich die Blöße nicht zu geben, stimmt er Kripke zu, als dieser annimmt, es würde alles nur von Sheldons exzessivem Sexualleben mit Amy herrühren, das ihn völlig von der Arbeit ablenke. Dies führt jedoch dazu, dass Kripke sich in der Folge mehr an Sheldons und Amys vermeintlichen Aktivitäten als am gemeinsamen Forschungsprojekt interessiert zeigt und Sheldon mit intimen Fragen löchert. Unterdessen lassen sich Rajesh und Howard kostspielige Actionfiguren nach ihrem eigenen Abbild erstellen. Da diese ihnen aber überhaupt nicht ähneln, kaufen sie sich kurzerhand gemeinsam einen 3D-Drucker, um selbst welche herstellen zu können. Dabei greift Howard auf Bernadettes Geld zurück, da das Gerät zu kostspielig für sein eigenes Budget ist. Nach dem daraus resultierenden Streit mit seiner Frau lässt er sich von Rajesh ausbezahlen und muss sich fortan mit dem ihm von seiner Frau zugeteilten Geld begnügen. |           |                                |                                           |                      |                                       |                 | |              |
| 126 | 15        | Spoileralarm!                  | The Spoiler Alert Segmentation            | 7. Feb. 2013         | 2. Sep. 2013                          | Mark Cendrowski | Steven Molaro, Maria Ferrari & Adam Faberman Idee: Chuck Lorre, Eric Kaplan & Steve Holland        | 18,98 Mio.   |
| Leonard liest gerade Harry Potter, Band 6, worauf Sheldon ihm gedankenlos einen wichtigen Handlungsverlauf des Romans verrät. Hierüber kommt es zum Streit, der mit Leonards Auszug endet. Während Leonard bei Penny einzieht, will Amy die Gelegenheit nutzen, um Leonards Platz in Sheldons Wohnung einzunehmen. Weder Penny noch Sheldon sind über den Einzug ihrer Partner erfreut, verheimlichen dies jedoch. Als Leonard und Amy erfahren, dass sie von ihren Partnern nicht in deren Wohnungen erwünscht sind, kommt es zum Eklat. Schließlich beschließt Amy stattdessen, bei Penny zu wohnen und Leonard kehrt zu Sheldon zurück. In der Zwischenzeit verbringt Rajesh einen Abend mit Howards Mutter, da Howard mit Bernadette verreist ist und seinen Kumpel gebeten hatte, seiner Mutter ein wenig Gesellschaft zu leisten. Bald wird ihm jedoch klar, dass die sich einsam fühlende Mrs. Wolowitz ihn nicht mehr gehen lassen will. |           |                                |                                           |                      |                                       |                 | |              |
| 127 | 16        | Der Romantik-Ninja             | The Tangible Affection Proof              | 14. Feb. 2013        | 9. Sep. 2013                          | Mark Cendrowski | Steven Molaro, Jim Reynolds & Tara Hernandez Idee: Chuck Lorre, Bill Prady & Steve Holland         | 17,89 Mio.   |
| Leonard lädt Penny anlässlich des Valentinstags zum Candle-Light-Dinner ein, dem sich auch Howard und Bernadette anschließen, nachdem Howard sein selbstgefertigtes Geschenk (eine mikroskopisch kleine Liebeserklärung) versehentlich zerbrochen hat. Bernadette ist wegen der Arbeit und Howards mangelndem Willen, sie im Haushalt zu unterstützen, gereizt und die beiden streiten sich am Tisch, während Penny zusehen muss, wie einer ihrer Ex-Freunde seiner neuen Freundin, mit der er Penny damals betrogen hatte, einen Heiratsantrag macht. Dies verdirbt ihr den Sinn für Romantik, woraufhin es zum Streit mit Leonard kommt. Darüber wird Bernadette klar, dass ihre eigenen Probleme gar nicht so schlimm sind, so dass sie sich wieder mit Howard versöhnt. Zu Hause angekommen, macht Leonard Penny das wohl passendste Geschenk: Er verspricht ihr keinen (weiteren) Heiratsantrag zu machen und diesen Schritt ihr zu überlassen. Sheldon hat derweil seine Assistentin Alex beauftragt, ein Geschenk für Amy zu organisieren, ihm sagt aber nur eines der besorgten Geschenke zu, das er dann gleich selbst behält. Amy überrascht Sheldon dann später, auf alle romantischen Umstände zu verzichtet und stattdessen mit ihm Star Wars zu gucken. Gerührt revanchiert er sich, indem er Amy eröffnet, sie als seine Kontaktperson für Notfälle eingesetzt zu haben. Sie ist von der Geste sehr beeindruckt, merkt aber bald, dass dies viele unnötige Telefonanrufe nach sich zieht. Schließlich organisiert Rajesh mit Stuart in der Zwischenzeit eine Party für Singles im Comicbuch-Laden und lernt dort eine junge Frau kennen, mit der er die Party verlässt. |           |                                |                                           |                      |                                       |                 | |              |
| 128 | 17        | Keiner ist so kaputt wie ich   | The Monster Isolation                     | 21. Feb. 2013        | 16. Sep. 2013                         | Mark Cendrowski | Steven Molaro, Eric Kaplan & Steve Holland Idee: Chuck Lorre, Dave Goetsch & Maria Ferrari         | 17,62 Mio.   |
| Rajesh hat ein Date mit Lucy, der jungen Frau, die er zuvor im Comicbuchladen kennengelernt hat (siehe vorherige Episode). Nach einiger Zeit flüchtet Lucy aber unter einem Vorwand aus dem Café. Rajesh ist deswegen am Boden zerstört und verlässt seine bald reichlich zugemüllte Wohnung nicht mehr. Er hat der Frauenwelt abgeschworen und stopft lieber Essen in sich rein, während er, nur mit einer Unterhose bekleidet, auf der Couch sitzt. Lucy bereut unterdessen ihr Verhalten und taucht wieder im Comicbuchladen auf, wo sie Howard einen Zettel mit ihrer Telefonnummer für Rajesh übergibt. Es kommt zu einem weiteren Treffen, bei dem sich herausstellt, dass sie weggelaufen ist, weil sie wegen ihrer Sozialphobie mit dem Date überfordert war. Beide verabreden sich zu einem weiteren Treffen, bei dem Rajesh ihr beweisen möchte, dass er selbst große Probleme im sozialen Umgang, insbesondere mit Frauen, hat. Penny tritt derweil als Gast in Sheldons YouTube-Serie „Spaß mit Flaggen“ auf und zeigt ihm einige Tricks, um natürlicher zu wirken und offener mit den Zuschauern umzugehen. Als Sheldon sich bei ihr dafür bedankt, lädt sie Amy und ihn zu einer Theateraufführung ein, bei der sie selbst mitspielt. Sheldon lehnt dies zunächst schroff ab, Amy überzeugt ihren Freund aber schließlich, als Gegenleistung ebenfalls etwas Nettes für Penny zu tun. So nimmt er notgedrungen doch ihre Einladung an, in der Erwartung einen langweiligen Abend zu verbringen. Jedoch gefällt ihm das Stück und Pennys schauspielerische Leistung letztlich sogar. |           |                                |                                           |                      |                                       |                 | |              |
| 129 | 18        | Prinzessinnen der Wissenschaft | The Contractual Obligation Implementation | 7. März 2013         | 23. Sep. 2013                         | Mark Cendrowski | Steven Molaro, Jim Reynolds & Maria Ferrari Idee: Chuck Lorre, Eric Kaplan & Steve Holland         | 17,63 Mio.   |
| Rajesh hat das in der vorherigen Episode vereinbarte Date mit Lucy in der Bibliothek – anstatt zu sprechen, schreiben sie sich Textnachrichten, damit Rajesh nüchtern bleiben kann. Beide haben Spaß und lernen sich besser kennen, als es aber an den Abschiedskuss geht, bekommt Lucy in letzter Sekunde eine Panikattacke und flüchtet vor der Situation. In der Zwischenzeit müssen Leonard, Howard und Sheldon vertraglichen Pflichten nachkommen und versuchen, junge Mädchen für die Wissenschaft zu begeistern. Howard arrangiert einen Termin an seiner ehemaligen Schule, wo Leonard vergeblich versucht die Wissenschaft als „cool“ darzustellen und schließlich doch nur über seine unglückliche Kindheit redet, Sheldon wie immer wenig Feingefühl beweist und Howard als Astronaut von den Mädchen nicht ernst genommen wird. Die Frauen bleiben derweil der Arbeit fern und fahren ins Disneyland, wo sie sich als Prinzessinnen verkleiden lassen. Zu Hause angekommen, fallen Leonard und Howard über ihre immer noch verkleideten Freundinnen her, während Sheldon die als Schneewittchen verkleidete Amy unbeeindruckt auf den sie weckenden Kuss warten lässt. |           |                                |                                           |                      |                                       |                 | |              |
| 130 | 19        | Ordnung in der Abstellkammer   | The Closet Reconfiguration                | 14. März 2013        | 30. Sep. 2013                         | Mark Cendrowski | Steven Molaro, Steve Holland & Eric Kaplan Idee: Chuck Lorre, Jim Reynolds & Maria Ferrari         | 15,90 Mio.   |
| Bevor sie eine Party geben, unterhalten sich Howard und Bernadette noch über ihre überfüllte Abstellkammer. Howard schlägt vor, diese Sheldon zu zeigen, denn dieser würde durch seinen zwanghaften Ordnungssinn die Kammer freiwillig aufräumen. Während der Party verärgert Sheldon Bernadette und so fordert sie Howard auf, ihm die Abstellkammer zu zeigen. Sheldon bringt natürlich Ordnung in die Kammer und findet dabei einen Brief, den Howard zu seinem 18. Geburtstag von seinem Vater bekommen hatte und bis dahin ungeöffnet ließ. Howard verbrennt den Brief ungelesen, da er unsicher ist, ob er dessen Ausreden, warum er ihn und seine Mutter verlassen hatte, überhaupt lesen möchte. In den nächsten Tagen bringen nach und nach alle Freunde Sheldon, der den Brief gelesen hat, dazu, ihnen den Inhalt zu verraten, bis ihn schließlich nur noch Howard nicht kennt. Als Bernadette ihm das bei Leonards und Pennys Party beichtet, verlässt er die Party verärgert. Auf Sheldons Anregung beschließen seine Freunde, dass jeder ihm eine andere Version des Briefes erzählen solle, wobei nur eine davon die richtige ist. Dadurch hat Howard zwar die Wahrheit erfahren, kennt diese aber gleichzeitig dennoch nicht, da offenbleibt, welche Version die richtige ist. Howard fühlt sich anschließend tatsächlich besser und wünscht sich, dass alle diese Geschichten wahr wären. Alle kehren zur Party zurück und Sheldon räumt nun auch bei Penny auf. Dabei findet er u. a. einen Vibrator, den er nicht als solchen erkennt und Penny damit beinahe in eine peinliche Situation bringt. |           |                                |                                           |                      |                                       |                 | |              |
| 131 | 20        | Kein Job fürs Leben            | The Tenure Turbulence                     | 4. Apr. 2013         | 14. Okt. 2013                         | Mark Cendrowski | Chuck Lorre, Steve Holland & Jim Reynolds Idee: Steven Molaro, Eric Kaplan & Maria Ferrari         | 17,24 Mio.   |
| Nach dem Tod von Prof. Tupperman ist am Institut eine unkündbare Stelle frei geworden. Sheldon, Leonard, Rajesh und Barry Kripke wollen diese Stelle unbedingt haben und unternehmen alles, um die Mitglieder des Vergabeausschusses für sich zu gewinnen. Zu diesem gehört auch die Leiterin der Personalabteilung, Mrs. Davis, welche besonders Sheldon noch durch Alex’ Beschwerde über sexuelle Belästigung in Erinnerung ist. Leonard und Kripke versuchen, sich beim Sport bei ihr einzuschmeicheln, dabei erleidet Leonard aber einen Asthmaanfall, als er versucht, während einer Übung gleichzeitig mit Mrs. Davis zu sprechen. Sheldon, der bereits in einige Fettnäpfchen bei Mrs. Davis getreten ist, schenkt der Afroamerikanerin eine DVD der Serie Roots und auch die anderen Mitglieder des Ausschusses erhalten ähnlich stereotype Geschenke von ihm. Wegen Rajeshs Problem, im nüchternen Zustand mit Frauen zu sprechen, schickt er Mrs. Davis eine 90 Minuten lange Videobotschaft, die allerdings nur Langeweile bei ihr auslöst. Anfangs beschließen Sheldon und Leonard, nicht an Prof. Tuppermans Trauerfeier teilzunehmen, um nicht den Anschein zu erwecken, sie wollten sich einschmeicheln. Nach Gesprächen mit Penny und Amy ändern sie aber ihre Meinung und gehen doch hin. Amy bespricht mit Sheldon, was er dort besser nicht sagen solle und Penny versucht im Kleinen Schwarzen, Mitglieder des Ausschusses zu beeinflussen. Es entbrennt ein Streit, aber die Gruppe entschließt sich letztlich zusammenzuarbeiten, um zu verhindern, dass Barry Kripke die Stelle bekommt. Später entschuldigt sich Sheldon bei Mrs. Davis für sein Geschenk und bedankt sich, dass es die drei Freunde in die finale Auswahl geschafft haben. Am Ende irritiert er sie aber wieder durch einen eigentümlichen Handschlag. |           |                                |                                           |                      |                                       |                 | |              |
| 132 | 21        | Abschluss-Probleme             | The Closure Alternative                   | 25. Apr. 2013        | 28. Okt. 2013                         | Mark Cendrowski | Steven Molaro, Jim Reynolds & Steve Holland Idee: Chuck Lorre, Bill Prady & Tara Hernandez         | 15,05 Mio.   |
| Nachdem Sheldons Lieblingsfernsehserie Alphas mit einem Cliffhanger eingestellt wird, will er den ausstrahlenden Sender Syfy unbedingt dazu bringen, sie wieder auf Sendung gehen zu lassen. Amy ist wegen Sheldons Unfähigkeit, Dinge unvollendet zu lassen, besorgt und startet ein neurologisches Experiment, um Sheldon zu helfen. Dabei unterbricht sie Sheldon immer kurz bevor er eine einfache Aufgabe vollenden kann, beispielsweise das Ausblasen aller Kerzen auf einer Geburtstagstorte. Schließlich ist sie überzeugt, Sheldon geholfen zu haben und lässt ihn allein; dieser hat die Fortschritte aber nur vorgespielt und beendet schließlich doch noch alle angefangenen Tätigkeiten. Rajesh entdeckt Lucys Blog, in dem sie über ihr erstes Treffen mit ihm berichtet und ihn als feminin beschreibt. Daraufhin entscheidet er sich, ab jetzt männlicher zu sein; er serviert Lucy schlechtes Essen aus der Mikrowelle und gibt vor, Eishockey-Fan zu sein. Lucy missfällt dieses Verhalten und so gibt Rajesh zu, ihren Blog gelesen zu haben. Sie versichert ihm, dass seine Charakterisierung nicht abwertend gemeint war und sie ihn genau so mag, wie er ist. Leonard versucht unterdessen Penny für die Serie Buffy – Im Bann der Dämonen zu begeistern, Penny ist jedoch nur entmutigt, da sie anscheinend keine Leidenschaft in ihrem Leben hat. Allerdings wird ihr bald klar, dass sie im Umgang mit ihren Freunden viel Leidenschaft an den Tag legt. Am Ende telefoniert Sheldon noch mit dem Autor von Alphas, legt aber wieder auf, als er erfährt, wie die Serie hätte weitergehen sollen. |           |                                |                                           |                      |                                       |                 | |              |
| 133 | 22        | Professor Proton               | The Proton Resurgence                     | 2. Mai 2013          | 11. Nov. 2013                         | Mark Cendrowski | Steven Molaro, Eric Kaplan & Maria Ferrari Idee: Chuck Lorre, Jim Reynolds & Steve Holland         | 16,29 Mio.   |
| Sheldon bucht „Prof. Proton“, Vorbild seiner Kindheit und ehemals Moderator einer Wissenschaftssendung für Kinder, für eine private Show. Dieser ist überrascht, dass er diesmal seine Experimente ausgebildeten Physikern vorführen soll, genießt dafür aber die Gegenwart von Penny. Der Professor erklärt, wie enttäuscht er ist, dass er in der Welt der Wissenschaft nie anerkannt wurde. Sheldon und Leonard heitern ihn jedoch auf, indem sie ihm erklären, wie wichtig seine TV-Sendungen in ihrer Kindheit für sie und andere heutige Wissenschaftler waren und dass deren wissenschaftlichen Entdeckungen deshalb indirekt auch seine sind. Sichtlich gerührt ereilt ihn plötzlich ein Problem mit seinem Herzschrittmacher und er landet im Krankenhaus. Er bittet Sheldon, ihn am nächsten Tag auf einer Geburtstagsfeier als „Prof. Proton Junior“ zu vertreten. Sheldon fühlt sich geehrt und sieht in Professor Proton daraufhin eine Vaterfigur. Derweil sollen Howard und Bernadette auf Rajeshs Schoßhund aufpassen, verlieren aber den Hund. Bernadette, die plötzlich Muttergefühle entwickelt hat, zweifelt deshalb an ihrer Eignung als Mutter. Rajeshs Hund wird schließlich von einem Fremden gefunden und ihm zurückgegeben, er verständigt Howard und Bernadette aber erst einige Zeit später und macht beiden Vorwürfe. Bernadette wiederum ist darüber erbost, nicht gleich verständigt worden zu sein und diese Reaktion veranlasst wiederum Howard zu der Einschätzung, sie würde doch eine gute Mutter abgeben. |           |                                |                                           |                      |                                       |                 | |              |
| 134 | 23        | Würfeln und küssen             | The Love Spell Potential                  | 9. Mai 2013          | 18. Nov. 2013                         | Anthony Rich    | Steven Molaro, Eric Kaplan & Steve Holland Idee: Chuck Lorre, Jim Reynolds & Maria Ferrari         | 16,30 Mio.   |
| Amy, Penny und Bernadette machen sich auf den Weg nach Las Vegas, während die anderen planen, Dungeons and Dragons zu spielen. Rajesh verlässt jedoch bald die Runde, um den Abend mit Lucy zu verbringen. Dafür stoßen kurz darauf die Frauen dazu, da Amy vor dem Flug eine Auseinandersetzung mit der Sicherheitsbehörde TSA hatte und nicht mehr fliegen darf. Unter der Führung von Spielleiter Howard, der Sheldon mit seinen Stimmenimitationen begeistert, verbringen alle einen ausgelassenen Abend. Jedoch kippt die Stimmung, als Bernadette einen Liebeszauber über die Spielfiguren von Amy und Sheldon ausspricht, so dass diese es endlich miteinander „tun“ sollen. Amy fühlt sich verspottet und verlässt den Raum. Als Sheldon nach ihr sieht, eröffnet sie ihm, dass sie sich wünscht, ihre Beziehung bekäme endlich eine intime Komponente. Sheldon erklärt ihr daraufhin, dies zumindest nicht mehr auszuschließen und beschließt, Bernadettes Liebeszauber nachzugeben, so dass beide imaginär miteinander intim werden. Unterdessen drängt Rajesh Lucy dazu, sich beim Kellner über das Essen, das ihr nicht schmeckt, zu beschweren. Lucy fühlt sich davon überfordert und versucht sich wieder einmal unter dem Vorwand, die Toilette benutzen zu müssen, davonzuschleichen. Allerdings führt das Toilettenfenster in einen abgeschlossenen Hinterhof, so dass sie Rajesh um Hilfe rufen muss. Dieser ist verärgert, erneut sitzengelassen worden zu sein, und gesteht ihre Gefühle für sie, woraufhin es zum ersten Kuss zwischen den beiden kommt. |           |                                |                                           |                      |                                       |                 | |              |
| 135 | 24        | Wie ein Wasserfall             | The Bon Voyage Reaction                   | 16. Mai 2013         | 25. Nov. 2013                         | Mark Cendrowski | Chuck Lorre, Jim Reynolds & Maria Ferrari Idee: Steven Molaro, Steve Holland & Tara Hernandez      | 15,48 Mio.   |
| Leonard bekommt über Howard die Gelegenheit, in einem Forschungsteam von Stephen Hawking vier Monate lang auf einem Schiff auf der Nordsee hydrodynamische Simulationen schwarzer Löcher zu erforschen. Penny ist anfangs nicht begeistert von dieser Expedition, aber sie erkennt die Einmaligkeit dieser Möglichkeit und lässt Leonard die Reise antreten. Im Zuge des Abschieds von Leonard organisieren die Freunde eine Party für ihn. Rajesh möchte derweil Lucy seinen Freunden vorstellen, diese ist allerdings wenig begeistert davon. Sie lässt sich jedoch überreden, zuerst nur eine Person aus seinem Freundeskreis kennenzulernen. Die Wahl fällt auf Amy, da sie sich auch immer als Außenseiterin fühlte und durch Sheldon und Leonard eine Familie gefunden hat. Beim Treffen setzt Rajesh Lucy jedoch unter Druck, weil er wissen möchte, ob sie seine feste Freundin ist. Nachdem er sich dafür bei ihr entschuldigt, stimmt sie zu, auf Leonards Abschiedsparty zu erscheinen. Dort erhält Rajesh jedoch nur eine E-Mail von ihr, in der sie sich von ihm trennt, und verlässt daraufhin mit gebrochenem Herzen die Party. Am nächsten Tag bringt Penny mit Sheldon Leonard zum Flughafen, wo sie sich ihre Liebe gestehen und Leonard ihr ein Abschiedsgeschenk macht. Anschließend fährt Penny zu Rajesh, um ihn zu trösten. Dabei stellt sich heraus, dass er durch das emotionale Chaos mit Lucy nun endlich mit Frauen sprechen kann, ohne alkoholisiert zu sein. |           |                                |                                           |                      |                                       |                 | |              |

## DVD-Veröffentlichung
In den Vereinigten Staaten wurde die DVD zur sechsten Staffel am 10. September 2013 veröffentlicht. Im Vereinigten Königreich bzw. in Deutschland ist die DVD zur sechsten Staffel seit dem 2. September 2013 bzw. seit dem 22. Dezember 2013 erhältlich.